# Aminoalkohol
Aminoalkoholer är substanser som är både aminer och alkoholer på samma gång. Exempel på vanliga aminoalkoholer är etanolamin, sfingosin och kolin.